# Cibira (Panfilia)
Cibira (in greco antico: Κιβύρα?) chiamata anche Cibyra Mikra (in latino Cibyra Parva) per distinguerla da Cibyra Magna, sita in Caria, era una città della Panfilia, situata oggi a 32 chilometri a ovest di Alanya, in Turchia. Cibira svolse anche un ruolo nella tarda antichità e nel Medioevo, e durante il Medioevo bizantino fu dal 734 e per un certo periodo sede dello strategos dell'importante tema marittimo dei Cibirreoti (Kibyrrhaiôtai, in greco antico: θέμα Κιβυρραιωτῶν?), che derivò il suo nome dalla città.

## Ricerca dell'ubicazione
Lo pseudo-Scilace, nel IV secolo a.C., la nomina come una città della Panfilia. Strabone, dopo aver menzionato Side, scrive: "...e vicino a essa c'è la paralia ("costa") dei piccoli Cibirati, e poi il fiume Melas, e un ancoraggio per le navi". Il sito di Side è ben noto. Il Melas è il Manavgat Nehri, fiume che sfocia 6,4 km a est di Side. Ma non poteva esserci stata alcuna città tra Side e il Melas, e si è congetturato che nel testo di Strabone, la "paralia" dei Cibirati dovesse essere situata oltre il Melas. Le vestigia di Cibira sono probabilmente quelle osservate dal capitano Beaufort su un'altura che si erge sulla riva destra di un fiume importante a circa 13 km a est del Melas, a circa 6,4 km a ovest di Capo Karáburun e a quasi 3,2 km dalla costa. Mentre Tolomeo menziona questa Cibira tra le città interne della Cilicia Trachea, Scilace la posiziona sulla costa. C'è un posto, Cyberna (in greco antico: Κυβέρνη?), menzionato nello Stadiasmus Patarensis, che è situato 59 stadi a est del Melas. Se la congettura del testo di Strabone è corretta, Cyberna potrebbe essere identificata con Cibira di Panfilia.